# ناتاشا باسيت
ناتاشا باسيت ممثلة أسترالية وكاتبة سيناريو ومخرجة. لعبت دور بريتني سبيرز في سيرة حياة بريتني إيفر أفتر، والتي عرضت لأول مرة في 18 فبراير 2017. تم قبول فيلمها القصير 2014 بعنوان Kite ، والذي كتبته وأخرجته، في مهرجان رود آيلاند السينمائي الدولي. ظهرت أيضًا في دور داعم جلوريا ديلامور في فيلم يحيى القيصر! (2016).

## روابط خارجية
- ناتاشا باسيت على موقع IMDb (الإنجليزية)
- ناتاشا باسيت على موقع قاعدة بيانات الفيلم (الإنجليزية)